# Fittjanäset

Fittjanäset är en halvö vid Vårby Haga i Huddinge kommun, på gränsen till Botkyrka kommun i Stockholms län. Näset ligger emellan Mälaren (Fittjaviken, Vårbyfjärden) och Albysjön. Fittjanäset förbinds med Fittja i Botkyrka genom Fittja bro som går över ett smalt sund.
Huvudtrafiken södergående från Stockholm gick via Fittja bro fram till slutet av 1950-talet då den nya sträckningen av Södertäljevägen och riksväg 1 (nuvarande motorvägen E4) stod färdig. Vägavsnittet vid Fittja bro utgörs av nuvarande Botkyrkaleden. 
| Vänstra bild: Fittja bro på 1940-talet, då ännu Södertäljevägen gick över näset. Den högra bilden är tagen på samma plats år 2010. Den gamla bron är riven, bara en del av vägbanken finns kvar. Den nya bron, som ligger något längre österut och lite högre skymtar bakom buskaget. På båda bilderna syns en av kontrollstationerna för huvudvattenledningen Norsborg-Stockholm. |  | Vänstra bild: Fittja bro på 1940-talet, då ännu Södertäljevägen gick över näset. Den högra bilden är tagen på samma plats år 2010. Den gamla bron är riven, bara en del av vägbanken finns kvar. Den nya bron, som ligger något längre österut och lite högre skymtar bakom buskaget. På båda bilderna syns en av kontrollstationerna för huvudvattenledningen Norsborg-Stockholm. |
| Vänstra bild: Fittja bro på 1940-talet, då ännu Södertäljevägen gick över näset. Den högra bilden är tagen på samma plats år 2010. Den gamla bron är riven, bara en del av vägbanken finns kvar. Den nya bron, som ligger något längre österut och lite högre skymtar bakom buskaget. På båda bilderna syns en av kontrollstationerna för huvudvattenledningen Norsborg-Stockholm. |  | |

## Historia
År 1622 påbörjades projekteringen för en ny sträckning av landsvägen söderifrån mot Stockholm, vilket är ursprunget till dagens Södertäljevägen. Den gamla Göta landsväg hade haft sin sträckning söderut vid Flottsbro. Det bestämdes att den vägen skulle gå över sundet mellan Albysjön och Mälaren. 1633 inleddes arbetena, och 1669 var den nya vägsträckningen helt klar då Fittja bro vid Fittjanäset färdigställdes under ledning av Erik Dahlberghs fortifikationstrupper. År 1677 lät Erik Dahlbergh även befästa området på grund av dess strategiska betydelse. 
Bron över Fittjaviken slets ner snabbt på grund av den täta trafiken. Ända fram till 1981 fanns här en svängbro som byggdes vid sekelskiftet 1900. Den ersattes av nuvarande betongkonstruktion i något sydligare läge, som är högre och inte öppningsbar.
Från mitten av 1800-talet och framåt växte en bebyggelse fram på näset med som mest ett tiotal bostadshus, grupperade på vardera sida om Södertäljevägen. Det första huset var troligen det ännu bevarade torpet Haganäs, numera känt som Röda caféet. Under 1800-talet var ångbåtarna ett viktigt transportmedel, och vid Fittja bro betalades bropengar vid överfart. Under Södertäljevägen drogs vid sekelskiftet 1900 den nya huvudvattenledningen Norsborg-Stockholm från Norsborgs vattenverk in mot Trekantsreservoaren vid Liljeholmen. Vattenledningen, som går under sundet, färdigställdes 1904. Ungefär samtidigt (1902) byggdes en vattenvaktarbostad för vattenledningsvakten på Fittjanäset. Byggnaden finns kvar som privatbostad.
På 1980-talet breddades den gamla sträckningen av Södertäljevägen över näset till en trafikled, Botkyrkaleden. Till följd av detta revs alla hus söder om vägen.

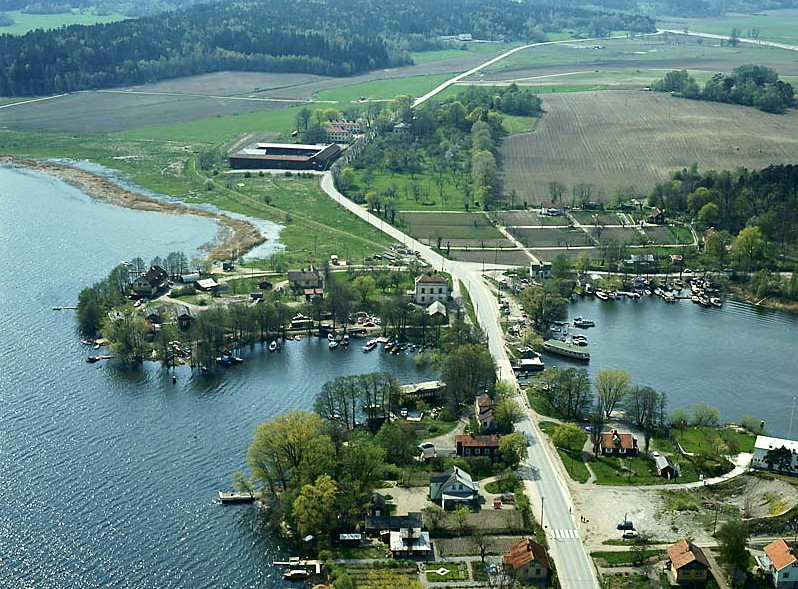
Fittjanäset och Fittja bro med gamla Södertäljevägen. Fittja gård med Fittja loge syns i bakgrunden, vy mot väst, 1967.